# Посадниково (Вологодская область)
Посадниково — упразднённая деревня в Грязовецком районе Вологодской области.
Входит в состав Ростиловского муниципального образования, с точки зрения административно-территориального деления — в Ростиловский сельсовет.
Расстояние по автодороге до районного центра Грязовца — 23 км, до центра муниципального образования Ростилово — 16 км.
По данным переписи в 2002 году постоянного населения не было.
2 мая 2020 года упразднена.